# John Walsh (Moderator)

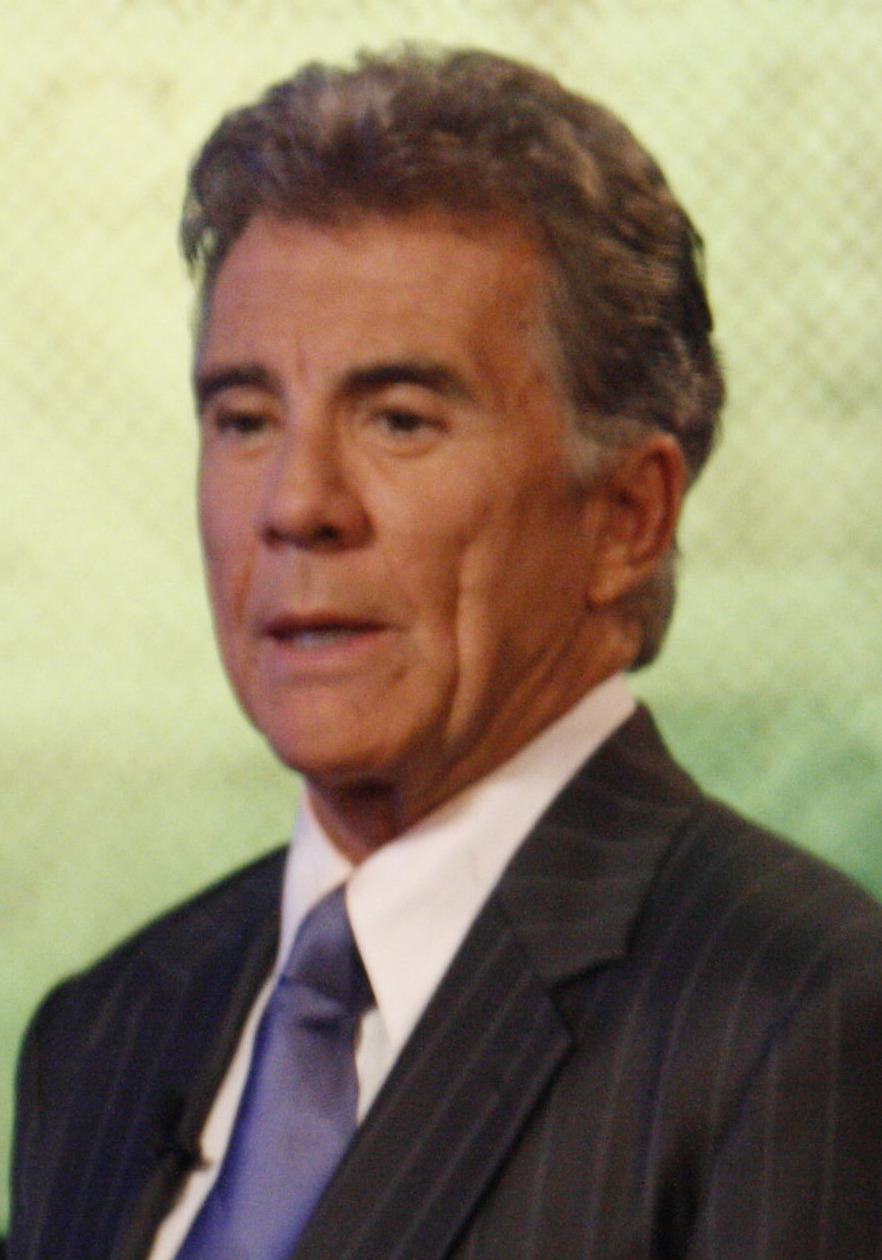
John Walsh

John Walsh (* 26. Dezember 1945 in Auburn, New York) ist ein US-amerikanischer Fernsehmoderator und Schauspieler.

## Leben
Nach der Ermordung seines Sohnes 1981 wurde er Moderator der Sendung America’s Most Wanted, einer mit Aktenzeichen XY … ungelöst vergleichbaren Sendung in den Vereinigten Staaten.
Walsh ist einer der Eigentümer des National Museum of Crime & Punishment in Washington, D.C., wo sich das Fernsehstudio der Sendung befand.
Seit 2014 moderiert er die Sendung The Hunt auf CNN.